# Lesli Myrthil
Lesli Myrthil, né le 23 avril 1977, à Spånga, en Suède, est un joueur suédois de basket-ball. Il évolue au poste d'ailier.

## Palmarès
- Champion de Suède 2008
- Polar Cup 2000